# تیست‌اطلس
تیست‌اطلس (انگلیسی: TasteAtlas) یک راهنمای آنلاین سفر تجربی برای غذاهای سنتی است که دستور العمل‌های معتبر، نظرات منتقدان غذا و مقالات پژوهشی در مورد مواد تشکیل‌دهنده و غذاهای محبوب را گردآوری می‌کند. این وبگاه با توصیف خود به عنوان «اطلسی جهانی از غذاهای سنتی، مواد اولیه محلی و رستوران‌های معتبر»، دارای یک نقشه تعاملی جهانی غذا است که نمادهای غذا در مناطق مربوط نشان داده شده و از قرار معلوم حاوی نزدیک به ۱۰٬۰۰۰ نوع غذا، نوشیدنی‌ها و مواد اولیه و همچنین ۹٬۰۰۰ رستوران است.
این وبسایت که پس از ۳ سال تحقیق و توسعه و تنها به معرفی ۵٬۰۰۰ غذا راه‌اندازی شد، قصد رقابت با کتاب راهنمای میشلن یا تریپ‌ادوایزر را ندارد، زیرا جایگاه خود را جای میانِ توصیه‌های آشپزی درجه یک در اولی و معرفی جاذبه‌های گردشگری محبوب در دومی می‌بیند که هیچ‌کدام بر روی غذاها و آشپزی سنتی تمرکز نمی‌کنند. این سایت به جای محتوای تولید شده توسط کاربر، از نظرات و توصیه‌های متخصصان خوراک‌شناسی و نظر منتقدان استفاده می‌کند و دلیل اصلی این کار را قابل اعتماد بودن آن می‌داند. مفاد این وبسایت یک منبع برنامه درسی توصیه شده در چندین سیستم آموزشی، مانند ایرلند و کانزاس است.
یک تیم کوچک متشکل از ۳۰ نویسنده برای انجام مأموریت خود در حفظ دستور العمل‌های سنتی و معرفی رستوران‌های معتبر و مواد تشکیل‌دهنده، پژوهش‌های دقیقی انجام می‌دهند. طبق گزارش‌ها، این کار با استفاده از همه منابع و معیارهای موجود، از جمله ذکر مقاله، نظرات منتقدان، محبوبیت در جستجوگر گوگل و همچنین گواهی‌های مربوط، مانند طرح‌های غذایی اتحادیه اروپا، میراث فرهنگی ناملموس یونسکو و خزانه طعم انجام می‌شود.
پایگاه داده شامل غذاهای معروفی مانند چیزبرگر،] ساندویچ، تاکو، صبحانه ایرلندی، و سویچه است، اما غذاهای کمتر شناخته شده و منطقه‌ای مانند کاره-کاره، فابادا و خاچاپوری هم در آن موجود است.
تیست‌اطلس نقشه‌های اینفوگرافیک مختلفی را برای نمایش نگاهی عمیق به روش‌های آشپزی و خوراک‌های محلی، و همچنین فهرست‌های برتر گوناگون یا غذاها و مناطق خاص ارائه می‌کند.
این سایت «جایزهٔ تیست‌اطلس» را برای زیرشاخه‌هایی چون «بهترین غذای سنتی» (برنده ۲۴/۲۰۲۳ آن پیکانیا بود)، «بهترین آشپزی»، «بهترین شهر برای غذای سنتی»، و موارد دیگر اهدا می‌کند.
طراحی این وبگاه برندهٔ دیپلم افتخار Awwwards در سال ۲۰۱۸ شد.